# Alex Faickney Osborn
Alex Faickney Osborn (24 de mayo de 1888 – 5 de mayo de 1966) fue un publicista que, a partir de su observación de la práctica cotidiana, se convirtió en un teórico de la creatividad. Inventó el Brainstorming, tormenta o lluvia de ideas y el método de Solución Creativa de Problemas.

## Primeros años
Osborn nació y pasó su infancia en el Bronx en Nueva York. Tras graduarse en el Hamilton College, desempeñó una variedad de trabajos, desde estadístico hasta vendedor. 
Cuando se unió a la Agencia de publicidad E. P. Remington en Búfalo, encontró un campo fértil para sus experimentos en materia de creatividad. Fue nombrado Gerente de nuevos negocios. Mientras trabajaba allí, hizo importantes contribuciones al pensamiento creativo.

## Actuación en BBDO
En 1919 se unió con Bruce Fairchild Barton y Roy Sarles Durstine para formar la agencia de publicidad BDO. Él actuó como gerente de la sucursal en Búfalo. En 1928, en parte por los esfuerzos de Osborn, BDO se fusionó con la empresa de publicidad que Batten fundó en 1891 y que desde entonces se convirtió en BBDO, por las iniciales de Batten, Barton, Durstine y Osborn. Hasta la fecha es una agencia de publicidad trasnacional prestigiada por su creatividad. Tiene agencias en 81 países. The Gunn Report la designó como la agencia de comunicación más premiada del planeta
Tras una década de éxito, a pesar de la Gran Depresión, en 1938 BBDO sufrió una crisis, perdió a muchos de sus clientes y a personal clave. Osborn se trasladó a las oficinas de Manhattan y salvó a la compañía cuando obtuvo la cuenta de los neumáticos de Goodrich. En 1939, tras la renuncia de Durstine, se convirtió en el vicepresidente ejecutivo de BBDO. Su actuación fue crucial para la compañía, para la que contrató gente muy capacitada, entre ellos a Ben Duffy, el gran vendedor que introdujo la lógica en su método de ventas y fortaleció considerablemente a la compañía. Hasta la fecha su lema es: The Work. The Work. The Work (El trabajo. El Trabajo. El Trabajo)

## Trabajos sobresalientes de Osborn en publicidad
- General Electric
- Armstrong Cork
- Chrysler
- General Baking
- Royal Crown Cola
- American Tobacco
- BF Goodrich
- DuPont
- Wildroot Hair Tonic

## Lluvia de ideas

Preparándose...

Es una técnica de grupo para generar ideas originales en un ambiente relajado. Esta herramienta de intercambio de ideas que ha demostrado ser muy útil. Osborn se dio cuenta de que un grupo genera más y mejores ideas creativas si hace el ensayo partiendo de unas cuantas reglas de respeto y convivencia y respetando una norma de oro: no discutir.
En 1939 Osborn salvó su agencia en parte gracias a la lluvia de ideas, técnica de pensamiento creativo que al parecer comenzó a usar desde 1919. Otros autores dicen que su invento es posterior. Lo cierto es que sí las usó en la crisis de su empresa y que el término Brainstorming está en el Webster´s International Dictionary, que la define como: "La práctica de una técnica de conferencia en la que un grupo de personas busca la solución a un problema específico, juntando todas las ideas aportadas en forma espontánea por sus integrantes.”
Osborn lo explica en su libro Imaginación aplicada, publicado en 1953.

## Solución Creativa de Problemas (CPS)

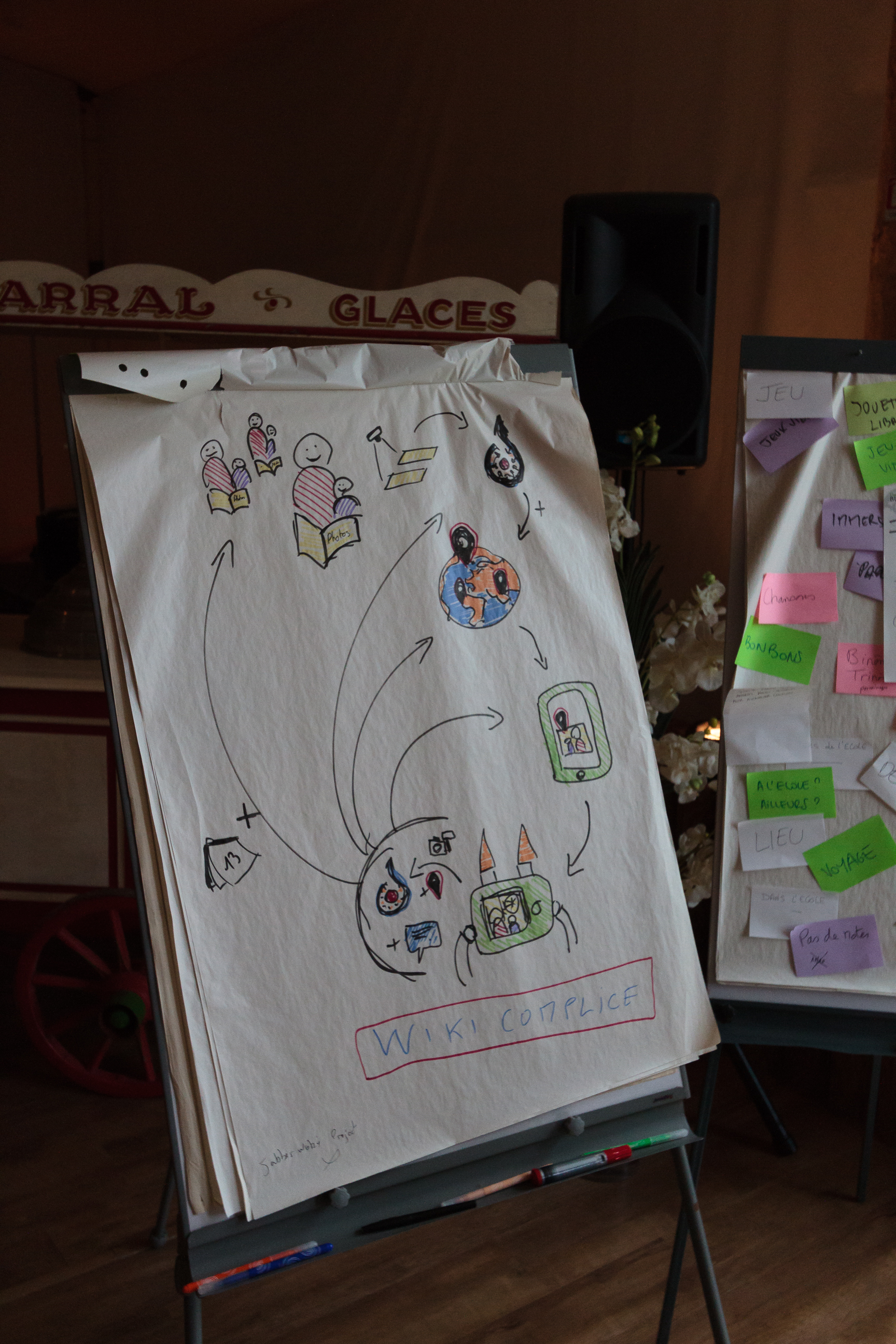
Anotaciones en una lluvia de ideas

CPS son las iniciales de Creative Problem Solving, como le pusieron Alex Osborne y el Dr. Sidney Parnes, en su Centro Internacional de Estudios de Creatividad donde desarrollaron el método. Su proceso consta de siete etapas enumeradas de la siguiente forma:
1. Orientación: Plantear el problema
2. Preparación: Aportar los datos pertinentes
3. Análisis: Incluir todo el material relevante
4. Hipótesis: Plantear alternativas para crear caminos a las ideas
5. Incubación: Permitir que llegue la iluminación
6. Síntesis: Poner las piezas juntas
7. Verificación: Juzgar las ideas resultantes

Osborn sostenía que:

"La creatividad es una flor tan delicada que alabarla tiende a hacerla florecer, mientras que el desánimo a menudo marchita el brote. Cualquiera de nosotros tenemos más y mejores ideas cuando nuestros esfuerzos son realmente apreciados."[cita requerida]

## Libros
- Un curso corto en la publicidad, Londres, Nueva York: Señor I. Pitman & hijo, 1921. OCLC 562025307
- Cómo "Pensar". Nueva York, Londres: McGraw-Hill Book Co., 1942. OCLC 562025301
- Su poder creativo, Scribner, 1948. OCLC 607142384
- Despierta tu mente: 101 maneras de desarrollar creatividad., Nueva York, Londres: hijos de Charles Scribner, 1952. OCLC 562025321
  - Traducido al japonés por Kazuo Kuwana 想像の翼をのばせ : 創造力をきたえる101の方法 Tōkyō: Jitsumu Kyōiku Shuppan, 1968 OCLC 673718577
- Imaginación aplicada: principios y procedimientos de solución creativa de problemas  New York: hijos de Charles Scribner, 1953. OCLC 641122686[3]
  - Traducción por Georges Rona, francesa  L'Imagination constructiva: principes et processus de la pensée créative et du "brainstorming" París: Dunod, 1959
  - Traducción al chino por Ikkō Shō, 応用想像力 Taipéi: Kyōshi Kōgyō Sōsho Shuppan Kofun Yūgen Kōshi, 1965 OCLC 673537763